# Appalachia
Pour les articles homonymes, voir Appalachia (homonymie).
 (septembre 2010).
Si vous disposez d'ouvrages ou d'articles de référence ou si vous connaissez des sites web de qualité traitant du thème abordé ici, merci de compléter l'article en donnant les références utiles à sa vérifiabilité et en les liant à la section « Notes et références ».

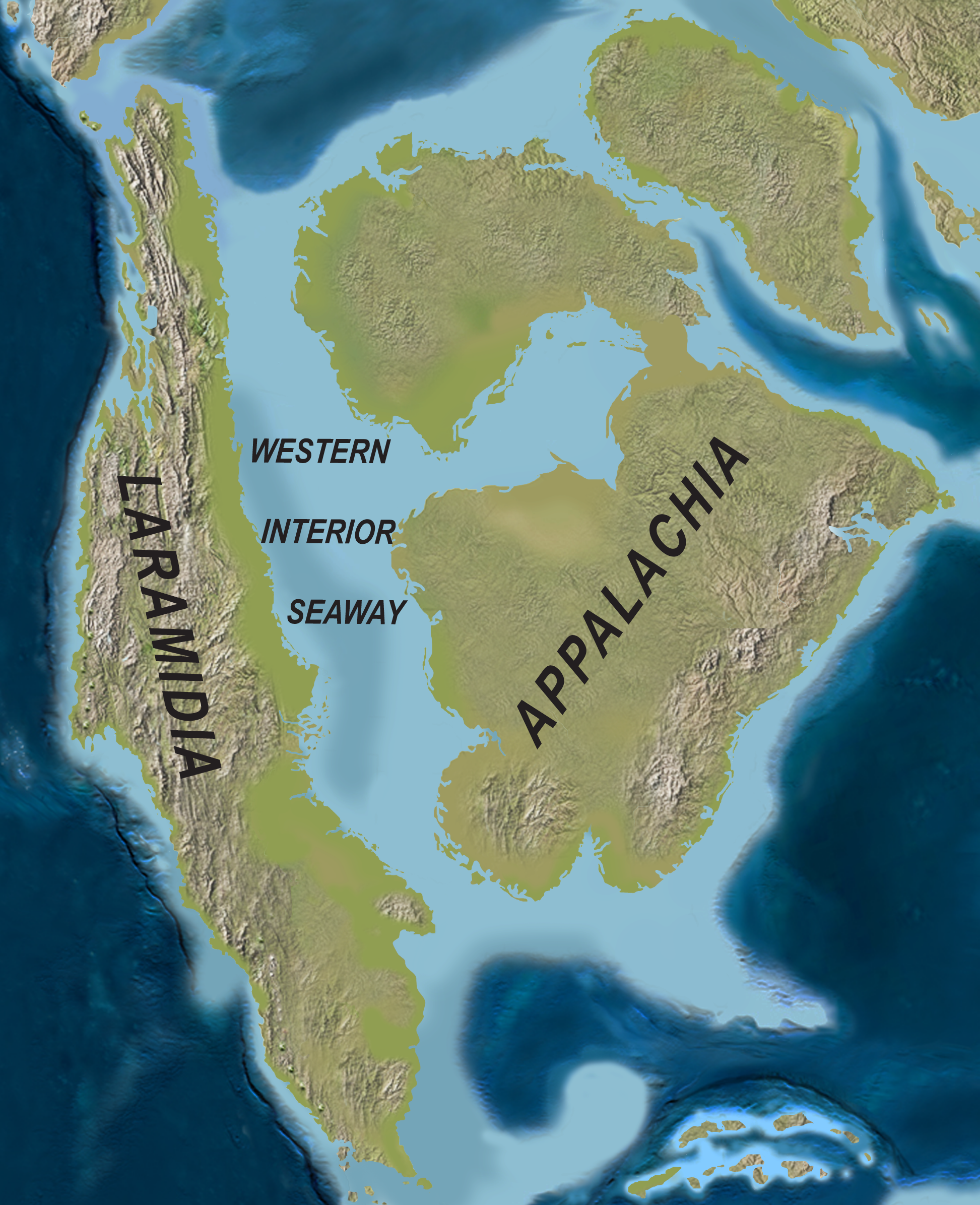
Carte d'Amérique du Nord avec l'Appalachia pendant le Crétacé supérieur.

Durant le Crétacé supérieur, l'Appalachia ou Appalachie est une île-continent qui correspond à la partie orientale de l'actuelle Amérique du Nord, séparée de la Laramidia (ou Laramidie) par la voie maritime intérieure de l'Ouest. La voie maritime intérieure de l'Ouest se rétrécit et devint la voie maritime intérieure de Pierre (Pierre Seaway) et enfin sécha. La Laramidie correspond à la région de la cordillère occidentale des États-Unis et du Canada.

## Faune
Dès l'âge Turonien du Crétacé supérieur jusqu'au tout début du Paléocène, l'Appalachie a été séparée du reste de l'Amérique du Nord. Pour cette raison, sa faune a été isolée et a évolué de manière très différente de la faune de la partie occidentale de l'Amérique du Nord dominée par les tyrannosaures et les cératopsiens. En raison du peu de dépôts fossilifères et du grand nombre de formations de fossiles détruits durant l'ère glaciaire du Pléistocène, peu de choses sont connues sur l'Appalachie. En outre, de nombreux fossiles qui ont été trouvés dans les Appalaches n'ont pas encore été étudiés. Ils restent dans la classification inexacte de l'époque de Edward Drinker Cope et Othniel Charles Marsh, en raison du manque d'intérêt pour l'Appalachie [réf. souhaitée]. Cependant, quelques sites fossilifères nous donnent un aperçu de ce monde.
Au Crétacé, en Amérique du Nord, les prédateurs dominants étaient les tyrannosauridés, énormes prédateurs théropodes avec des têtes massives faites pour arracher la chair de leurs proies. Dryptosaurus, un tyrannosauridé d'Appalachie, était moins massif que ceux en Laramidie, avec une tête et un corps plus petits. Comme Dilong et Eotyrannus, des tyrannosauridés primitifs, il avait de longs bras avec trois doigts et un crâne plus souple.
Un autre groupe de dinosaures commun à l'Appalachie était les hadrosaures. Bien qu'il y eût une diversité incroyable de hadrosaures sur le côté ouest de la voie maritime, les hadrosaures des Appalaches étaient plus primitifs et moins diversifiés, quoique cela puisse être dû à l'absence de sites de fossiles dans l'Est de l'Amérique du Nord. Beaucoup d'hadrosaures d'Appalachie sont connus, comme Hypsibema, Lophorhothon et Hadrosaurus. L'hadrosaure Claosaurus,  qui flottait dans la Voie maritime intérieure et a été trouvé dans le Kansas, pourrait également être d'Appalachie car il est inconnu dans l'Ouest et a été trouvé du côté est de la voie maritime. Hypsibema était le plus grand (plus de 15 mètres de long) et devait occuper la place des sauropodes en Appalachie.
Les nodosaures, un groupe d'ankylosaures, sont une autre preuve de la différence entre la Laramidie et l'Appalachie. À la fin du Crétacé, les nodosaures étaient rares dans l'Ouest de l'Amérique du Nord, existant seulement dans des formes spécialisées comme Edmontonia et Panoplosaurus. Des écailles de nodosaures ont été trouvés dans l'Est de l'Amérique du Nord, pas assez pour identifier les espèces, mais assez pour dire que ces dinosaures blindés étaient assez courants.
Des os d'ornithomimidés ont été signalés, mais on pense maintenant que ce sont les os de Dryptosaurus mineurs.